# Loggia dei Lanzi we Florencji

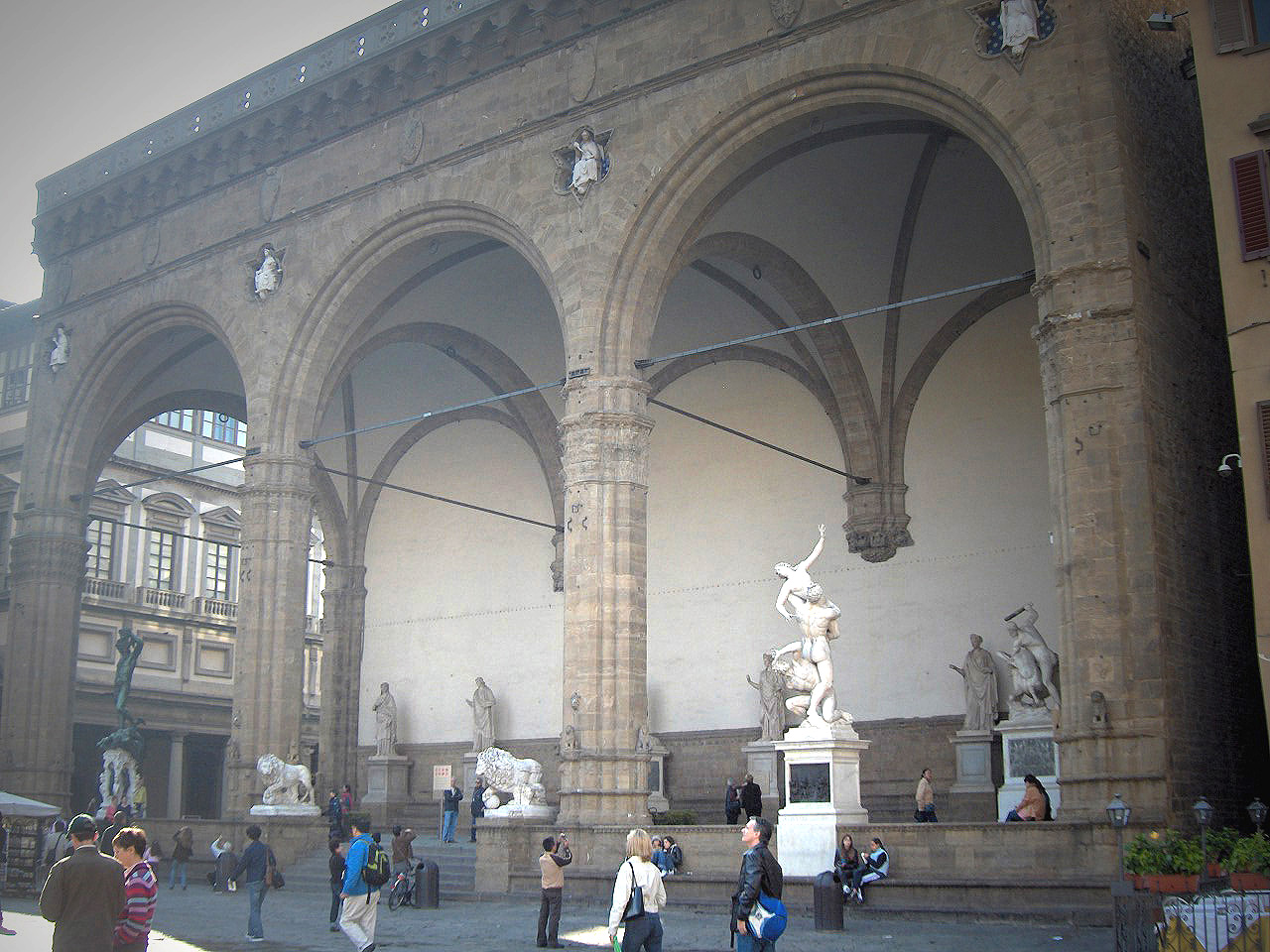
Loggia dei Lanzi. Z lewej strony fragment Galerii Uffizi

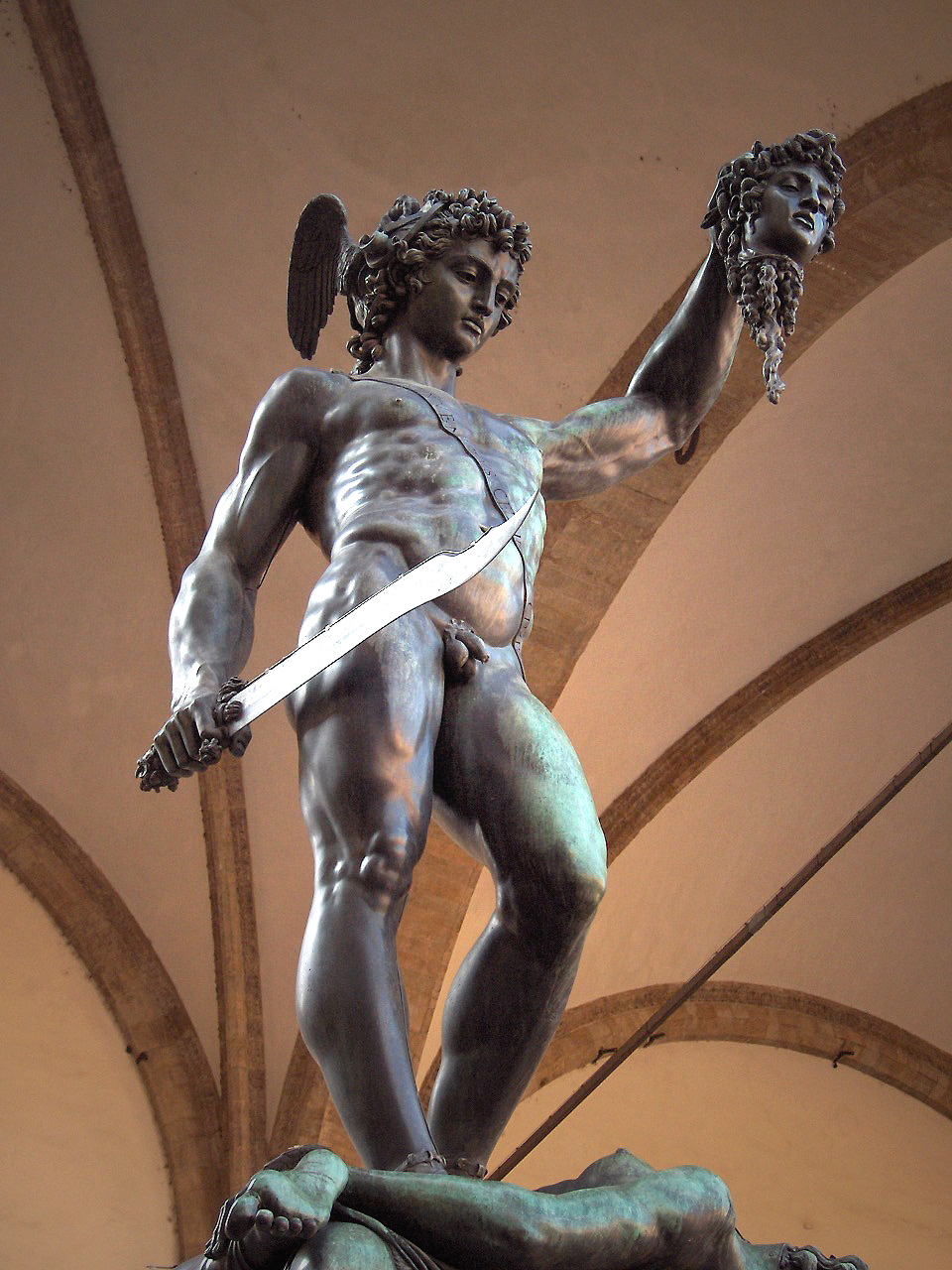
Perseusz z głową Meduzy

Loggia dei Lanzi, zwana także: Loggia della Signoria lub Loggia Orcagni. Została zaprojektowana przez Benciego di Cione i Simone Talentiego w latach 1376–1382. Jest to niewielka, otwarta, florencka budowla przy placu della Signoria i odchodzącym od niego Piazza degli Uffizi (dziedziniec pomiędzy skrzydłami zabudowań Galerii Uffizi). Łuki arkad wspierają się na masywnych filarach o bogato profilowanych trzonach. Nad nimi, w ozdobnych kasetonach, umieszczono alegorie cnót zaprojektowane przez Agnolo Gaddiego w latach 1384–1389. Nad nimi herby możnych rodów florenckich. Przy schodach prowadzących do galerii ustawiono rzeźby lwów (jeden z nich jest dziełem Flaminio Vacciego z 1600 r., drugi zabytkiem z czasów antycznych. Loggia została zbudowana jako miejsce spotkań Signorii, obecnie znajdują się tu znane rzeźby:
- Perseusz z głową Meduzy Celliniego 1554 (oryginał znajduje się Museo Nazionale del Bargello),
- Porwanie Sabinek Giambologni 1583 (oryginał w Galeria dell’Academia),
- Herkules i Centaur Giambologni 1599,
- Patrokles i Menelaos (rzeźbiarze szkoły helleńskiej)
- Porwanie Poliksene Pia Fediego 1866,
- pod ścianą ustawiono 6 posągów kobiet zachowanych z czasów starożytnych.

Na ścianie widoczna jest, wmurowana w 1750 r., tablica z łacińską inskrypcją informującą o przejściu z kalendarza florenckiego na kalendarz gregoriański. (Według kalendarza florenckiego rok zaczynał się 25 marca).